# Harmony Intelligent Mobility Alliance
Die Harmony Intelligent Mobility Alliance, Handelsname HIMA (chinesisch 鸿蒙智行, Pinyin Hóngméng Zhìxíng) ist ein Automobil-Bündnis und ein Vertriebsnetzwerk, das vom chinesischen multinationalen Technologieunternehmen Huawei initiiert und geleitet wird. Zu den Mitgliedern der 2023 gegründeten Allianz gehören Aito (Seres Group), Luxeed (Chery Automobile), Stelato (BAIC BluePark), Maextro (JAC Group) und Shangjie (SAIC Motor).
Unter HIMA liefert Huawei Fahrzeugsoftware und -hardware für Automobilhersteller: Dazu gehören die Tuling-Plattform, Reichweitenverlängerung (EREV), eine App, die unter anderem das Abschließen und die Temperierung der Fahrzeuge sowie das Auffinden von Ladestationen erlaubt, und das ADS (Autonomous Driving System), das inzwischen in der Version 3.0 vorliegt. So trägt Huawei mit Technik und Marketing zur Produktplanung, Benutzererfahrung – EREV und das Finden von Ladestationen durch die App sollen Reichweitenängste verhindern – und Qualitätskontrolle bei. HIMA ist bislang nur auf dem chinesischen Festland tätig.